# Mar Saba
La Gran Laura de San Sabas, conocida en árabe como Mar Saba (árabe: دير مار سابا; hebreo: מנזר מר סבא; griego: Ἱερὰ Λαύρα τοῦ Ὁσίου Σάββα τοῦ Ἡγιασμένου), es un monasterio ortodoxo griego excavado en la ladera de una montaña con vistas al valle de Cedrón a las afueras de Al-Ubeidiya en la gobernación de Belén, en Cisjordania, a medio camino entre Jerusalén y el mar Muerto.

## Historia
El monasterio fue fundado por San Sabas de Capadocia en el año 439 (otras fuentes citan el año 483 como fecha de fundación) y fue en su momento uno de los monasterios con mayor influencia en Tierra Santa. En el momento de su creación lo habitaban 150 monjes y unos 70 anacoretas. En 532, San Sabas murió en el monasterio de Mar Saba, donde a día de hoy reposan sus restos. Juan Mosco, autor de El Prado, una de las obras más populares de la literatura ascética, visitó el monasterio a finales del siglo VI. La comunidad de Mar Saba tenía también un scriptorium bien organizado del que salieron libros hermosamente decorados -en 1834 había más de mil libros en su biblioteca-, cuya producción continuó hasta bien entrado el siglo XX. Grupos de asaltantes árabes aprovecharon el caos creado por la invasión persa de Palestina en 614 para saquear el monasterio y masacrar a 44 monjes que posteriormente serían venerados como mártires. Sin embargo, a diferencia de la mayoría de lauras que no llegaron a recuperarse de los saqueos de aquella época, la Gran Laura de San Sabas volvería a tener un momento de auge en el siglo VII, llegando a tener gran influencia en los debates teológicos del momento.
En Mar Saba vivió San Juan Damasceno (676 - 749-754?), una de las figuras religiosas dominantes en la controversia iconoclasta, que alrededor del año 726 escribió las cartas al emperador bizantino León III el Isaurio refutando sus decretos que prohibían la veneración de imágenes o las estatuas de Cristo o de otros iconos cristianos. San Juan, que nació en Damasco y trabajó en un primer tiempo como responsable de las finanzas del califa Abd al-Malik, sintió una llamada espiritual que le llevó a Palestina, en donde se inició como monje y fue ordenado en el monasterio de Mar Saba. La tumba de San Juan se encuentra en una cueva debajo del monasterio. Su hermano adoptivo Cosme de Maiuma también fue monje en Mar Saba.
El monasterio desempeñó un papel importante en el desarrollo histórico de la liturgia de la Iglesia ortodoxa en que el typikón monástico (manera de celebrar servicios de la adoración) del santo Sabas se convirtió en el estándar en la Iglesia ortodoxa del este así como en las Iglesias católicas del este que siguen el rito bizantino. El typikón tomó la forma estándar de servicios que fueron oficiados en el patriarcado de Jerusalén y agregó algunos usos específicamente monásticos que eran tradiciones locales en el santo Sabas. De allí se extendió a Constantinopla, y luego a través del mundo bizantino. Aunque este typikón haya experimentado evoluciones posteriores, particularmente en el monasterio de Studion en Constantinopla, todavía se le conoce como el typikón del santo Sabas.

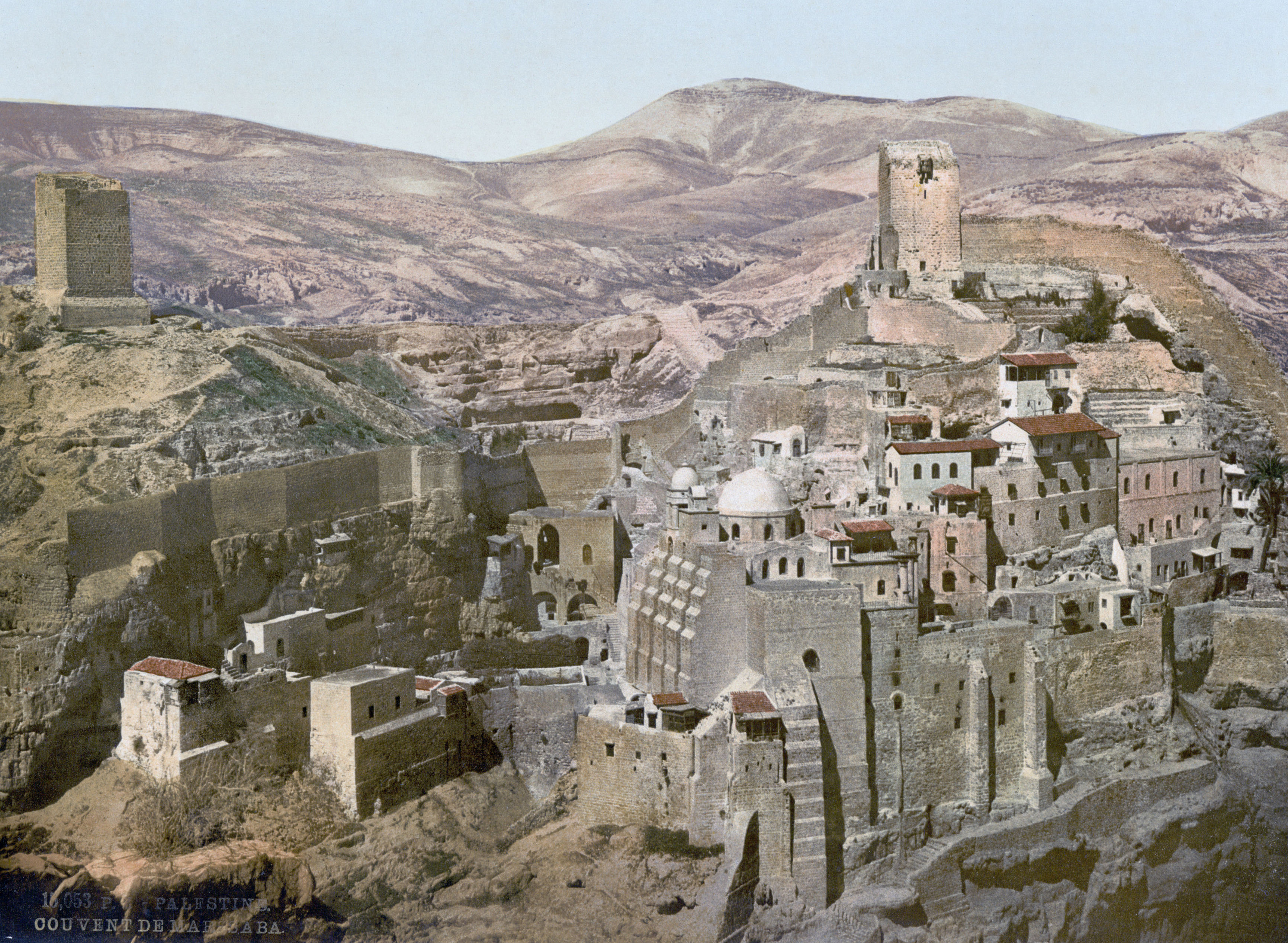
Mar Saba a principios del siglo XX

A finales del siglo VIII, una epidemia de peste diezmó la población de Mar Saba, un gran terremoto desmoronó la vida monástica poco después y un ataque de unos  salteadores beduinos causó una masacre de monjes y la destrucción de parte del monasterio en el año 796 La victoria de Saladino en la Batalla de los Cuernos de Hattin en 1187 y la consecuente conquista árabe de Palestina desencadenó una nueva matanza de los monjes de Mar Saba, así como serios daños a los edificios con la excepción de la iglesia y la tumba de San Sabas. Hacia 1440, el monasterio fue abandonado por los monjes para evitar los continuos saqueos de tribus nómadas, exilio que duraría aproximadamente un siglo. Hacia el año 1540, el monje superior Joaquín rehabitó el monasterio junto con otros cincuenta monjes griegos. El dominio otomano trajo consigo una serie de órdenes de protección por parte de los sultanes Suleiman I, Selim II, Mehmed III y Ahmed I. Agobiados por las deudas, los monjes de Mar Saba intentaron vender el monasterio a la comunidad cristiana armenia local, aunque fue finalmente el Patriarcado Ortodoxo de Jerusalén quien lo adquirió en 1625. Los siglos XVIII y XIX se caracterizaron por frecuentes saqueos y matanzas beduinas y por una pérdida progresiva de la vida cultural del monasterio. En 1965, el Papa Pablo VI devolvió al monasterio las reliquias de San Sabas, que habían sido llevadas a Venecia en época de las Cruzadas.
Según la tradición, será en este monasterio donde se celebre la última liturgia cristiana antes de la segunda llegada de Jesucristo y, por lo tanto, será el último pilar de la auténtica cristiandad. Mar Saba es donde Morton Smith aseguró haber encontrado una copia de una carta atribuida a Clemente de Alejandría que contenía extractos de un supuesto evangelio secreto según San Marcos.

## Actualidad

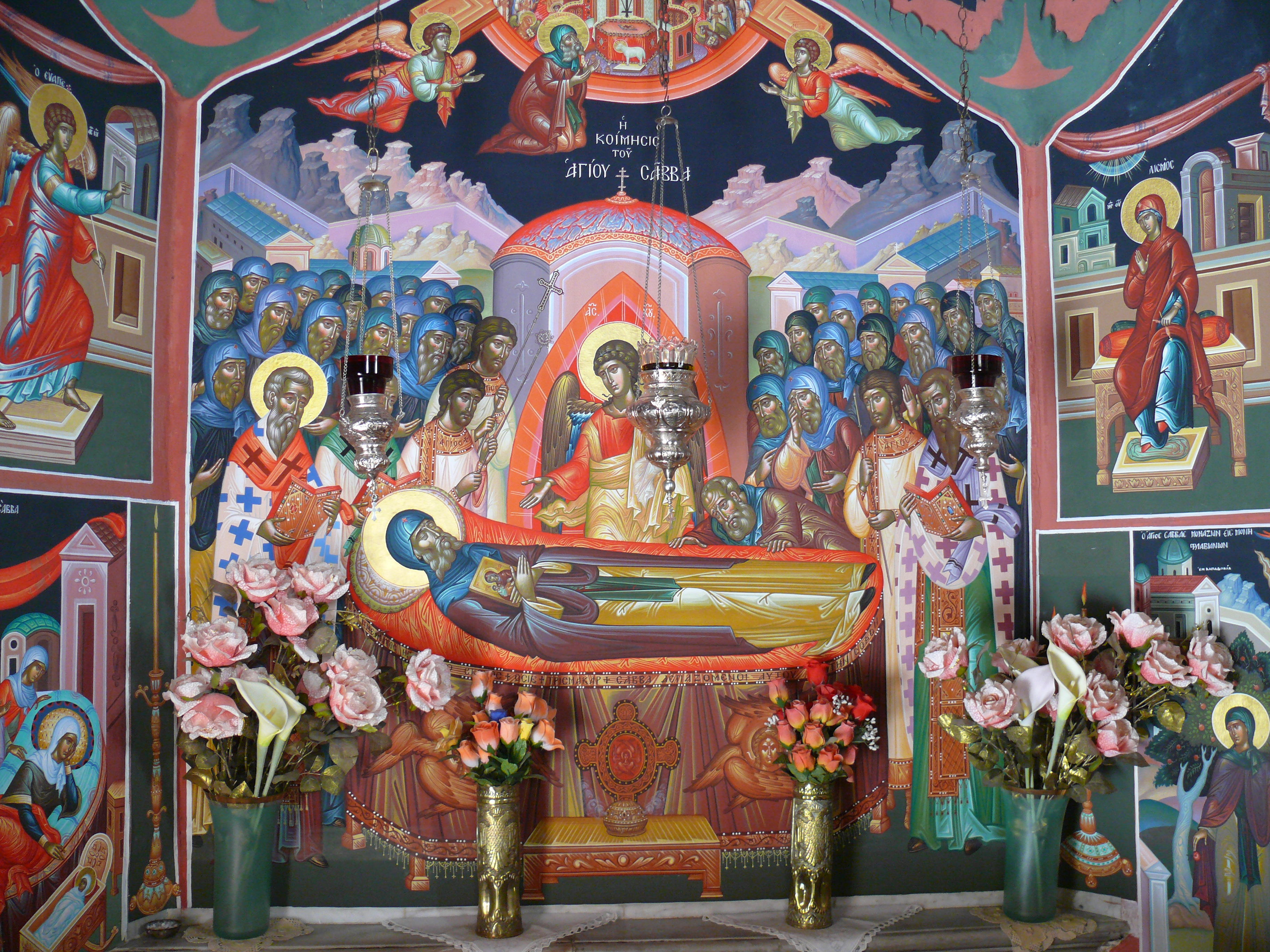
Capilla en el interior de Mar Saba

Mar Saba alberga a día de hoy alrededor de 20 monjes. Se considera uno de los monasterios habitados más viejos del mundo, y todavía mantiene muchas de sus tradiciones antiguas. Una muy especial es la prohibición a las mujeres la entrada en el complejo principal. El único edificio en el que las mujeres pueden entrar es la Torre de las Mujeres, cerca de la entrada principal. Forman parte del complejo la Iglesia de la Anunciación, dedicada a San Sabas en 501; la Iglesia de San Nicolás; la tumba de San Sabas; una pequeña capilla en honor a Juan Damasceno y un refectorio.
El monasterio guarda un cuerpo bien preservado y las reliquias que se suponen pertenecen a San Sabas. Al monasterio de Mar Saba se le conoce también como el convento o el monasterio de Santa Saba.

## Galería

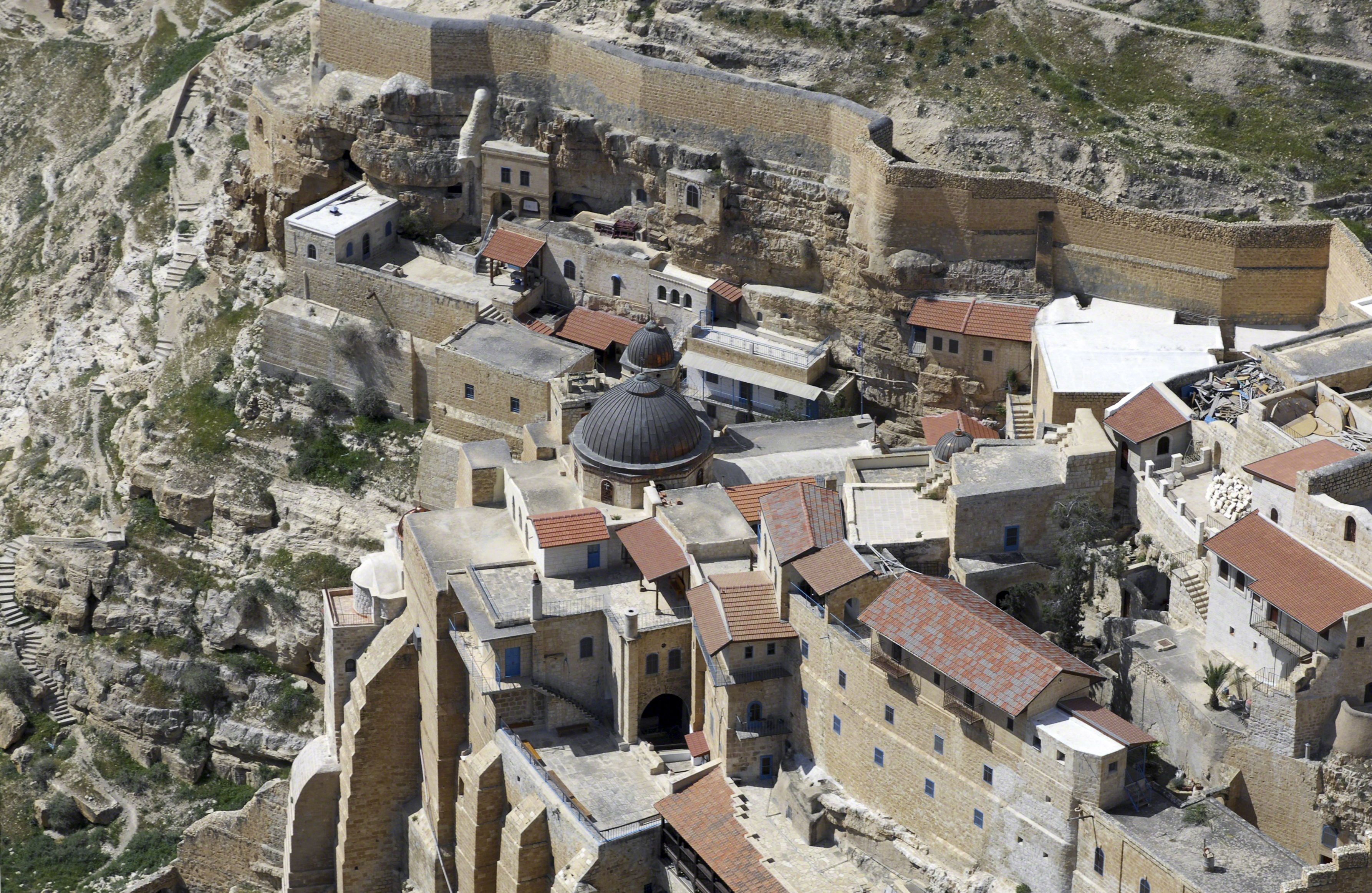
Vista aérea de Mar Saba
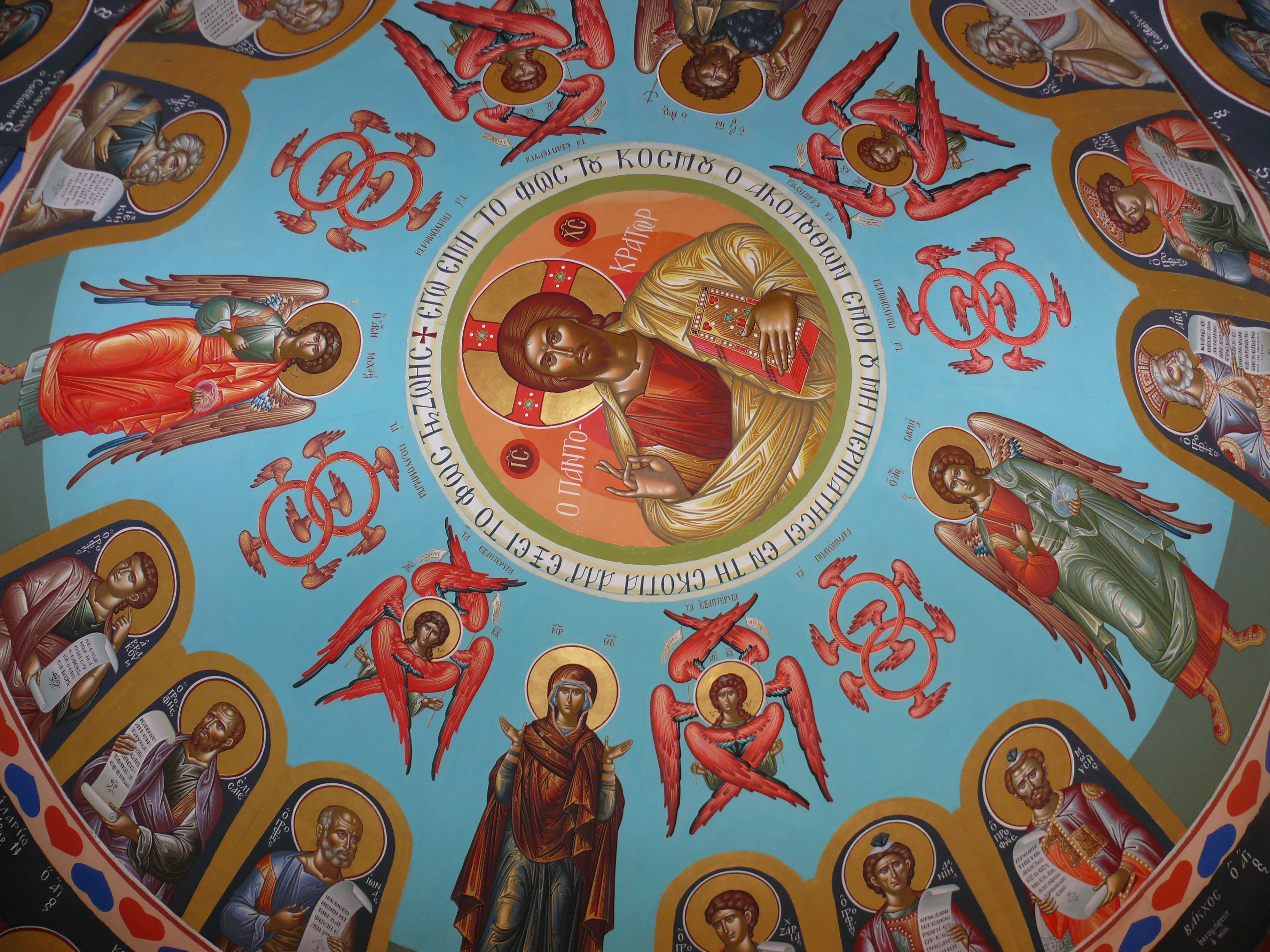
Cúpula de una capilla en Mar Saba
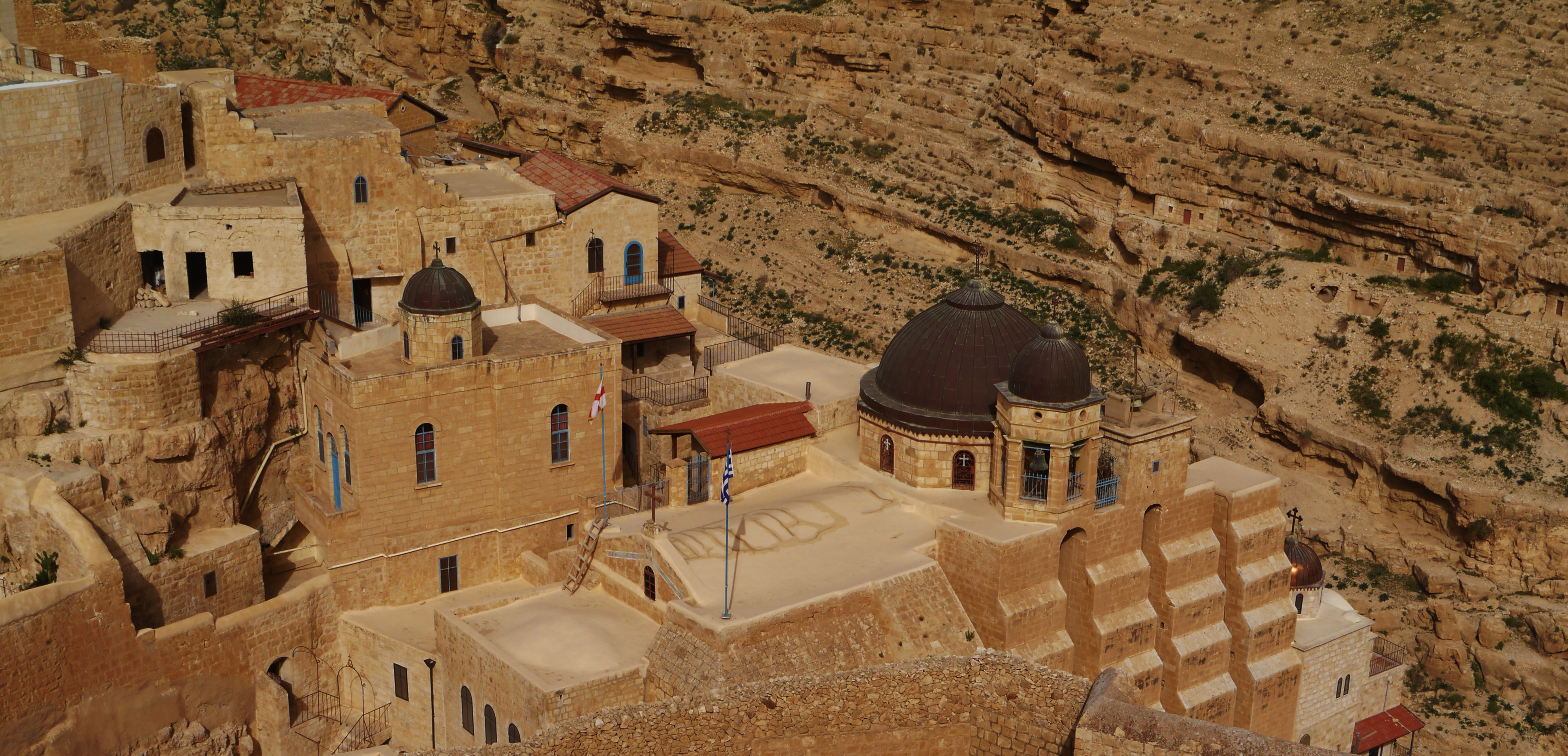
Vista exterior del monasterio
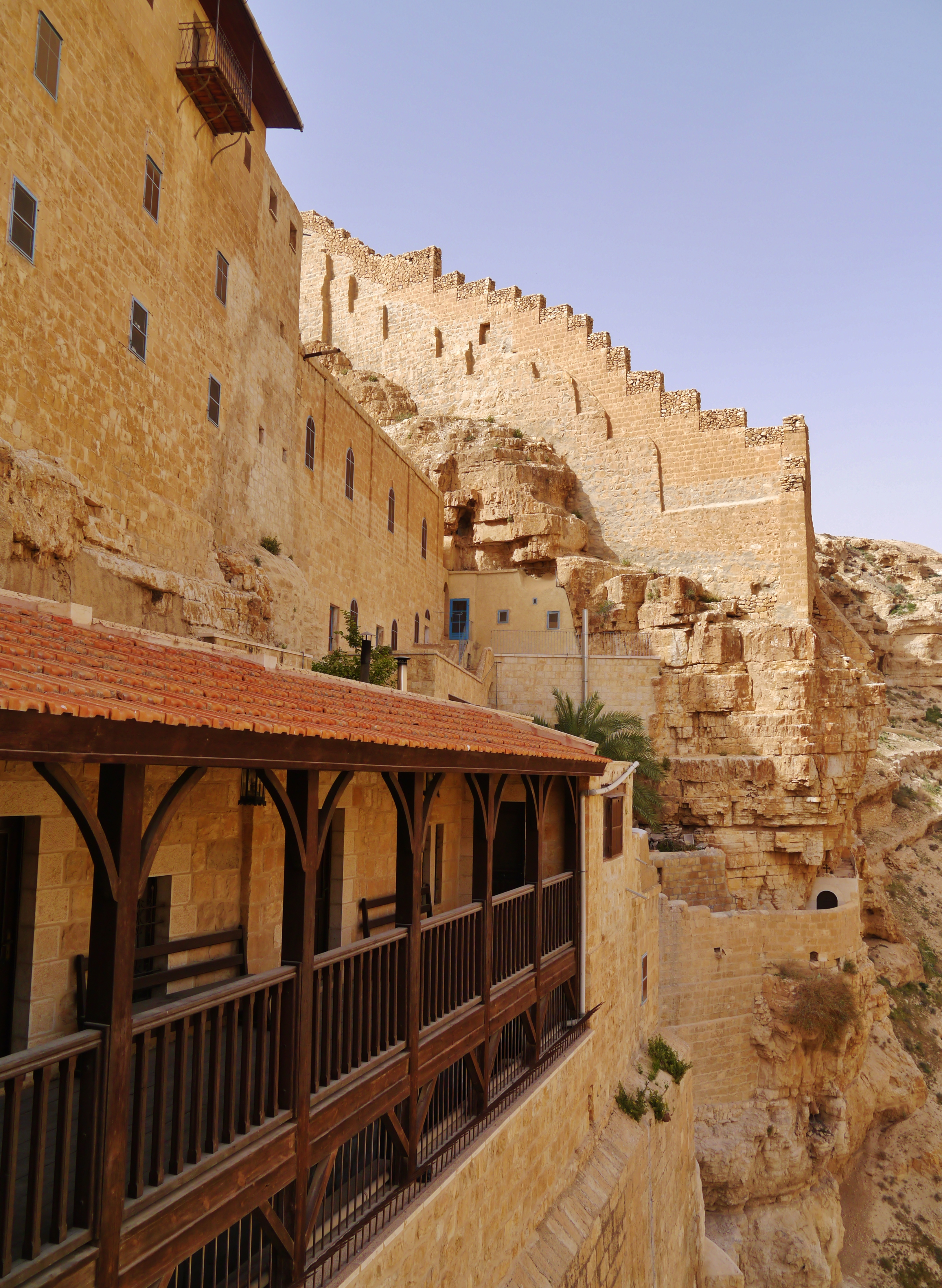
Balconada del monasterio
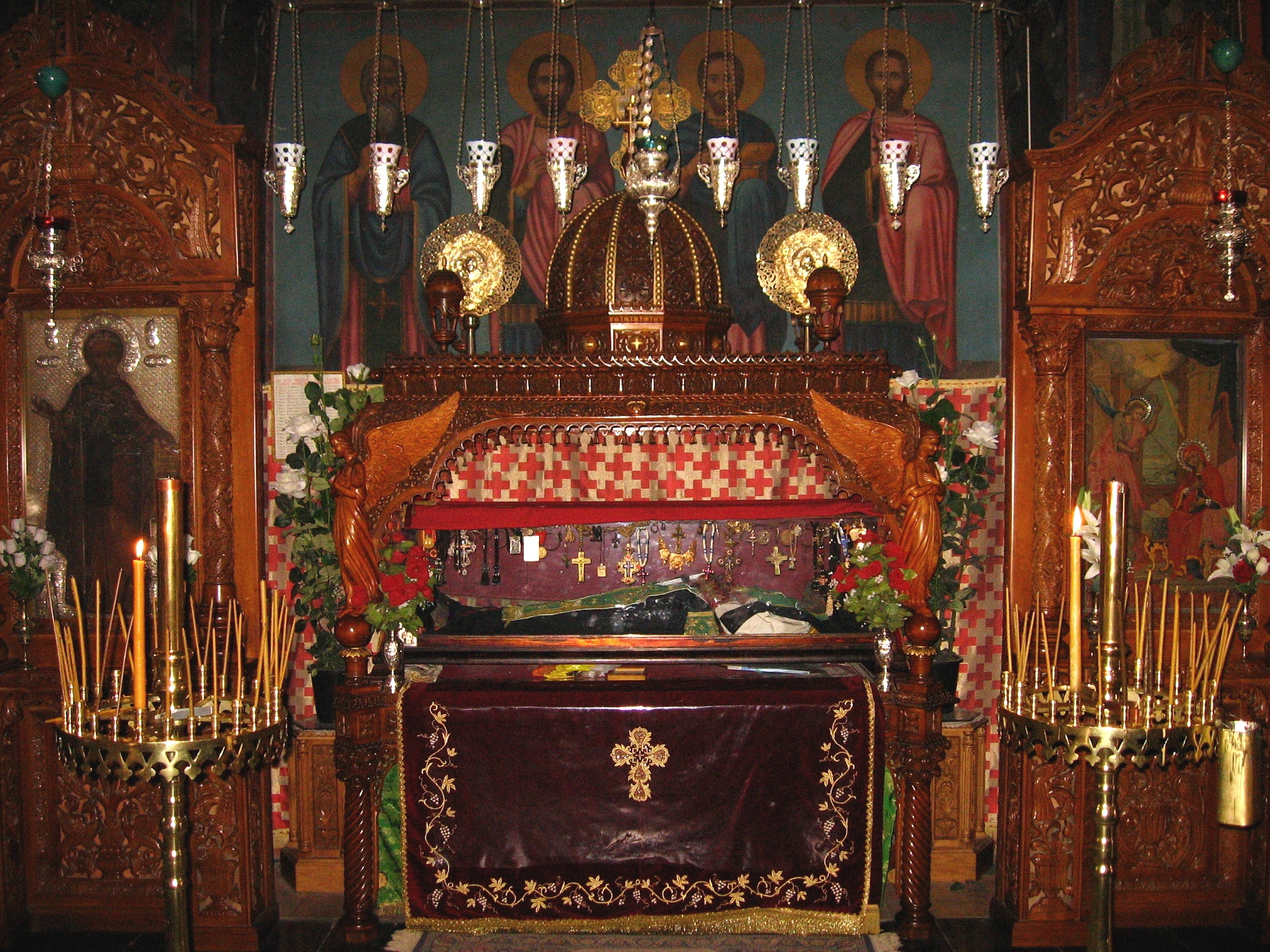
Reliquias de San Sabas
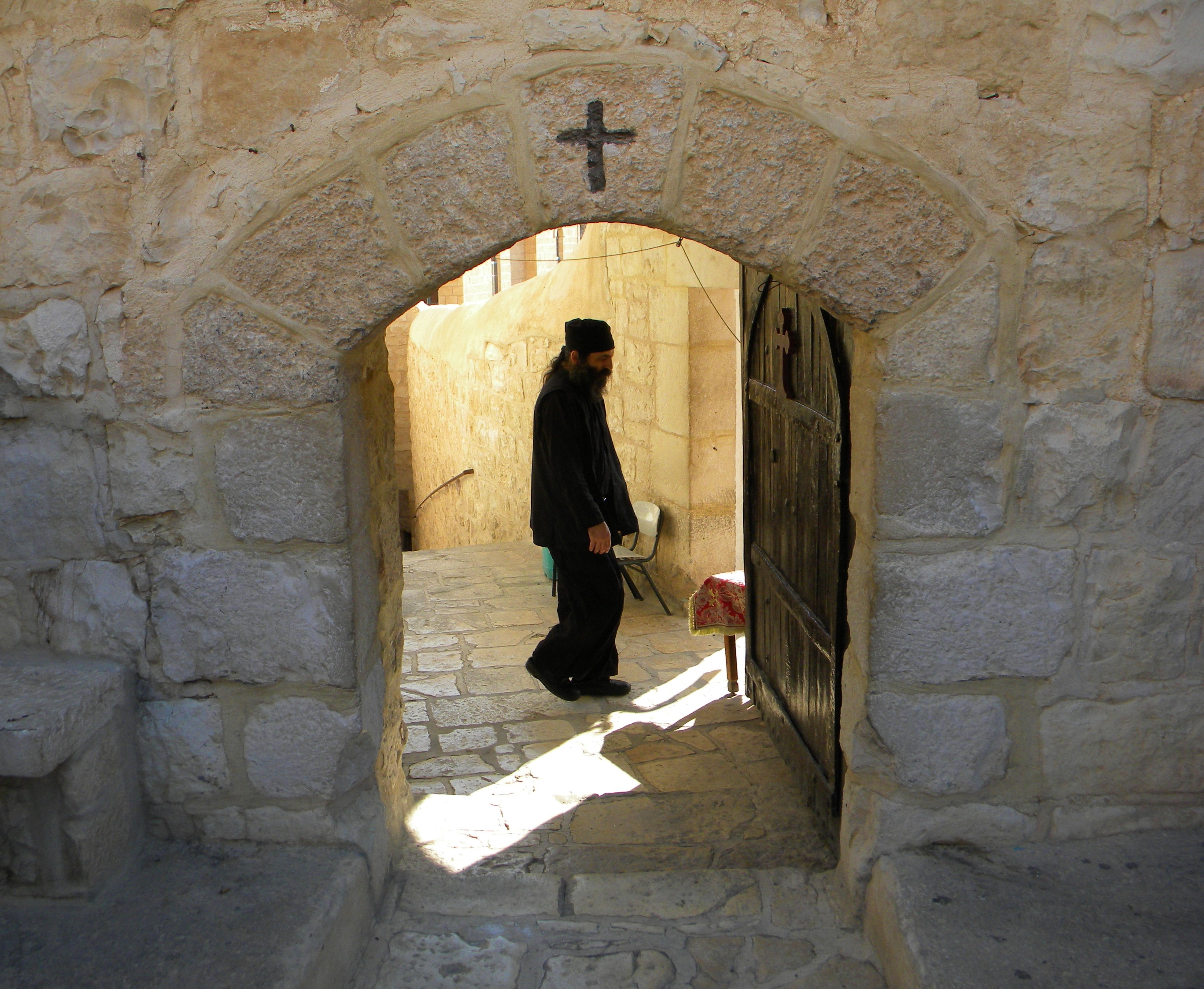
Monje cristiano ortodoxo en el monasterio de Mar Saba
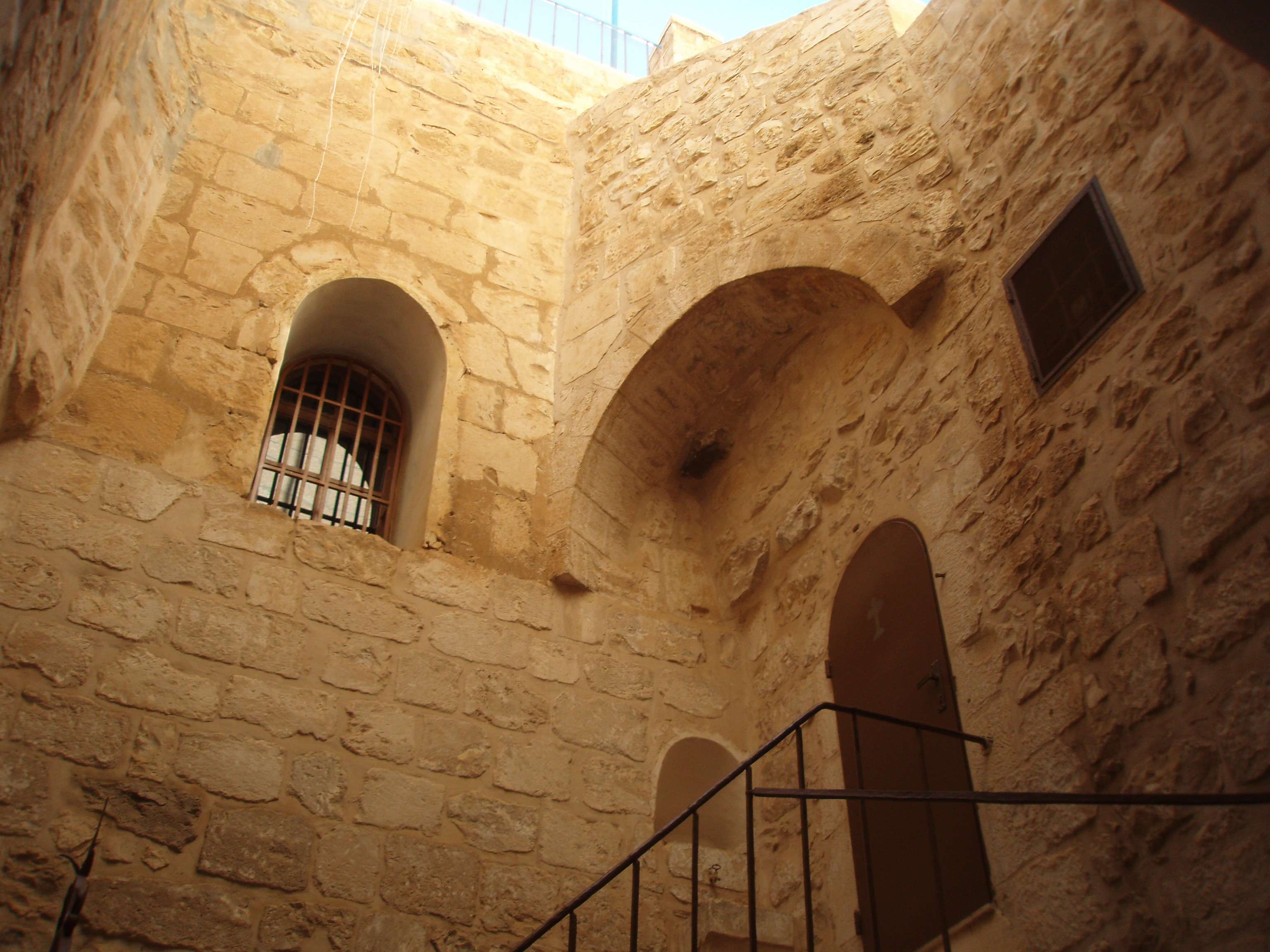
Detalle interior del monasterio
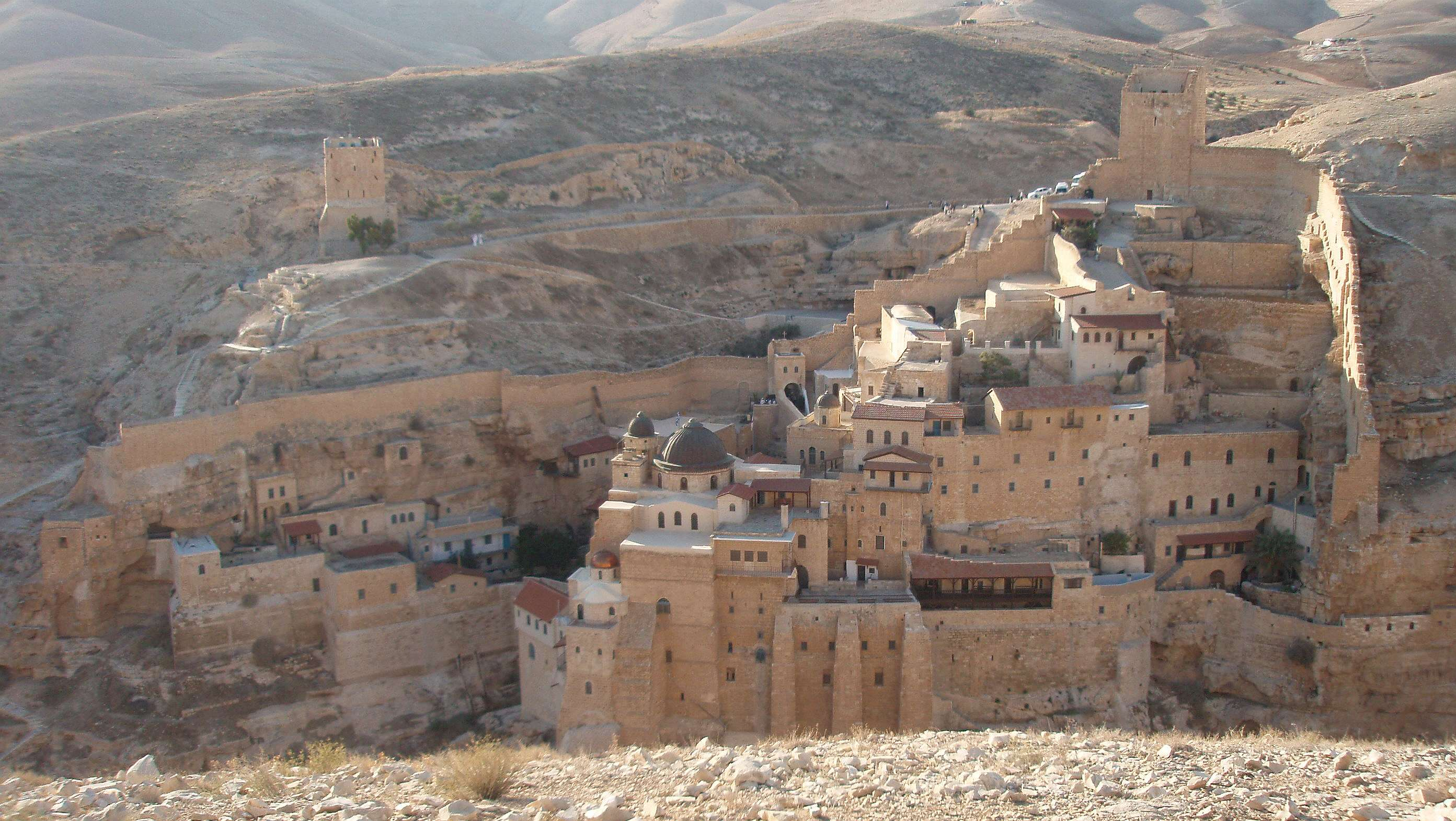
Mar Saba vista desde el otro lado del valle